# Erwin Raidt
Erwin Raidt (* 19. Juli 1948) ist ein ehemaliger deutscher Radrennfahrer und DDR-Meister im Radsport.

## Sportliche Laufbahn
Raidt begann mit dem Radsport bei der BSG Empor Fiko Rostock. Er siegte bei der DDR-Meisterschaft 1971 im Mannschaftszeitfahren mit dem SC DHfK Leipzig (gemeinsam mit Manfred Dähne, Bernd Knispel und Michael Schiffner), 1970 gewann er die Bronzemedaille in dieser Disziplin. Er fuhr ab 1968 in der DDR-Leistungsklasse. 1968 wurde er Zweiter im Traditionsrennen Rund um Berlin hinter Lothar Appler, 1971 und 1972 wurde er jeweils Dritter. Bei der DDR-Rundfahrt kam er bei seinem Debüt 1968 auf Platz 35. Sein bestes Ergebnis bei der Rundfahrt war 1972 Platz 11. In der DDR-Nationalmannschaft kam er bei Rundfahrten in Polen, der Sowjetunion und der ČSSR zum Einsatz. 1973 gehörte Raidt zum 12-köpfigen Kandidatenkreis der DDR für die Friedensfahrt, wurde aber schließlich nicht in die Mannschaft aufgenommen. 1974 beendete er seine Laufbahn.